# Maria Anderberg
Maria Anderberg, född 25 september 1964 i Malmö, är en artist, sångare, skribent, teaterproducent och kulturrådgivare.
Maria Anderberg har varit verksam i svenskt kulturliv sedan mitten av 1980-talet. Hon började som musikjournalist på Tidningen Arbetet och som sångare i Malmöbaserade The Takeaways.
1987 släpptes solosingeln "Feel Right" (Box Records) med The Buckaroos som kompband och 1989 släppte Anderberg singeln "Sweet Kisses" / "Gonna Be a Bit Late" (Ding Dong Records).
1990 spelades albumet Maria Anderberg in i Roasting House Studio i Malmö med Tomas Gabrielsson som producent med en lång rad medverkande musiker från Malmö.
Maria Anderberg har också producerat teater, bland annat Lars Noréns Tiden är vårt hem på Skillinge Teater, med Henric Holmberg som regissör, samt Shakespeares Romeo och Juliet med engelska ensemblen Daylight Players.
Maria Anderberg arbetar som strategisk rådgivare till kulturorganisationer och kulturföretag och var 2005–2009 styrelsemedlem i IFEA Europe (International Festival and Events Association).
2010 släppte Maria Anderberg CD:n Second Hand Blue (Diva Records), inspelad i AGM Studios, Skåne, producerad av Christoffer Lundqvist (Roxette, Son of a Plumber, Brainpool) och fick lysande recensioner, bland annat av Tommy Granlund på östran.se.
Donovan om Second Hand Blue: "Maria's love of roots country music and new fusion country, comes on strong with an equal measure of deep lonely ballads and kick-ass 'who-cares about heartbreak' country-rock. Gram Parson would know the places where Maria wrote these songs, in the darkest moments of lost loves and the highest ecstacy of hope and joy."

## Fotnoter
1. ↑  Granlund, Tommy. ”En röst i världsklass”. Östran.se. Arkiverad från originalet den 25 maj 2012. https://archive.is/20120525211114/http://www.ostran.se/kultur_noeje/en_roest_i_vaerldsklass.